# Throana
Throana là một chi bướm đêm thuộc họ Erebidae.

## Loài
- Throana amyntoralis Walker, [1859]
- Throana blechrodes Turner, 1903